# Diskurzivní etika
Diskurzivní etika nebo též komunikativní etika je typem argumentu, jenž se snaží nastavit etické a normativní pravdy tím, že zkoumá předpoklady diskurzu. Norma je považována za objektivně správnou pouze, pokud ji každý z účastníků svobodné diskuze uzná a přijme ji jako platnou, protože bude v souladu s jeho zájmy. Pokud tedy norma není v rozporu se zájmy jednajících, je považována za správnou a tato norma je diskurzivní etikou brána jako objektivně správná. Na základě procesu porozumění tak účastnící diskuze dospějí ke shodě. Za zakladatele moderní diskurzivní etiky jsou považováni němečtí filosofové Jürgen Habermas a Karl-Otto Apel.

## Diskurzivní etika podle Jürgena Habermase
Pojetí diskurzivní etiky podle Jürgena Habermase vychází z myšlenek K-O. Apela. Zajímavostí je, že oba pocházejí z německého Düsseldorfu, oba tak spadají do tzv. “Frankfurtské školy”. Diskurzivní etika je založena na argumentaci. Habermas chápe člověka jako rozumnou bytost, která je schopná racionálního rozhodování. V diskurzivní etice je důležitá snaha o dosažení konsenzu. Pro dosažení konsenzu a přijetí norem je velmi důležitý dialog. Habermas uvádí pravidla pro realizaci ideální řečové situace.
- 1. Každý subjekt, který je schopen řeči a jednání, se smí účastnit diskursu.
- 2.a Každý subjekt smí zpochybnit jakýkoli návrh.
- 2.b Každý subjekt smí přispět svým návrhem do diskurzu.
- 2.c Každému subjektu je umožněno vyjádřit své postoje, přání a potřeby.
- 3. Žádný z účastníků diskurzu by neměl být ovlivněn nátlakem vyplývajícím zevnitř či vně diskurzu za uplatnění práv vycházejících z 1 a 2.[3]

Habermas se diskurzivní etikou snažil vysvětlit funkci komunikativní racionality v oblasti mravního vhledu normativní validity. Vychází z kantovského chápání pravidel, které jsou morálně legitimní pouze v ten moment, kdy svobodné lidské bytosti souhlasí s jejich dodržováním, a dodává, že taková pravidla komunity mohou vzejít z diskurzu, který splňuje určité nezbytné (nikoli však dostatečné) podmínky. Domnívá se, že jeho koncept přispívá ke kritické obraně ústavní demokracie, ale zároveň současnou politickou realitu nepovažuje za ideální prostor pro využití diskurzivní etiky proto na teorii komunikativní etiky Habermas velice úzce navazuje svým konceptem „deliberativní politiky“, ta je založená na diskusi a hledání konsensu. K tomuto dospívá po kritickém zhodnocení liberálního a republikánského modelu politiky. Jako mnoho jiných filosofů, dospívá k přesvědčení, že v dnešním pojetí demokracie je potřeba určitá změna. Řešení této situace by měla nabízet právě deliberativní politika, v té pak hraje klíčovou roli diskurzivní etika.

## Veřejná diskurzivní etika
Veřejná diskurzivní etika je tvořena rozhovory v občanských nebo komunitních kontextech, jež nabízí rozmanité pohledy a vyžadují promyšlenou veřejnou angažovanost. Tento diskurz je složen z mnoha pohledů, které pomáhají utvářet vzájemné zapojení veřejnosti. Tento typ diskurzu se snaží o ochranu veřejného blaha. Aby byla veřejná diskurzivní etika úspěšná, musí se mezi zúčastněnými zachovat určitá úroveň zdvořilosti.

## Diskurzivní etika ve vědě a technologiích
Diskurzivní etika se snaží o definici podmínek a vlastností svobodného a demokratického diskurzu o důležitých normách ovlivňujících všechny členy dané komunity. Snaží se o to způsobem vhodným pro reálné problémy lokálních i rozsáhlejších společností a komunit. Z toho vyplývá, že může diskurzivní etika vhodně určovat i pravidla diskurzu o neodkladných problémech pocházejících ze světa technologií a vědy. Zapojení diskurzivní etiky do této problematiky můžeme pozorovat již v druhé polovině 20. století v rámci hnutí pro posuzování nových technologií, které vzniklo v 70. letech 20. století v USA a brzy se rozšířilo také do Evropy. Toto hnutí usilovalo o zajištění možnosti zvážit za pomoci programu plusy a minusy navrhovaných nebo nově vyvíjených technologií za účelem rozhodnutí, zdali by měl být dokončen vývoj dané technologie vzhledem k obecným společenským hodnotám, jako je ochrana lidských životů, lidstva a jeho životního prostředí. Tento způsob demokratizace procesu rozhodování o technologiích se objevil na konferencích Národních Institutů zdraví v USA, které byly následně rozšířeny do Evropy. Tyto konference byly převážně vyvolány problematikou Projektu lidského genomu a geneticky upravovanými potravinami a skládaly se z důkladně strukturovaných dialogů, které proběhly za účasti vědců, expertů na politiku, politiků a laiků. Mezi spouštěče následujících evropských konferencí můžeme zařadit také nově přicházející informační a počítačové technologie. Myšlenky diskurzivní etiky můžeme bezesporu sledovat ve struktuře těchto konferencí, objevuje se například myšlenka, že demokratický dohled na vědu a technologie závisí na občanském diskurzu vedoucímu ke shodě na normách a zásadách ovlivňujících danou společnost. Barbara Skorupinski a Konrad Ott v publikaci Technology assessment and ethics dokonce tvrdí, že evropské konference tohoto typu nejsou jen součástí základní představy o demokratickém fungování, ale i součástí Habermasových prací. Zkoumají několik evropských konferencí z 90. let 20. století a hodnotí některé z nich jako nedokonalé implementace diskurzivní etiky. Kromě poskytnutí struktury demokratické diskuse o technologiích může také diskurzivní etika vnést trochu světla do profesionální etiky vědecké komunity. Robert Merton, zakladatel sociologie vědy, označil za cíl vědecké komunity vytvářet vědění, které je univerzální, veřejně vlastněné, nezávislé na konkrétních zájmech a omylné. Od jeho doby zaznamenáváme mnoho debat a studií o těchto normách, které často odhalují egoistické a sobecké chování vědců a výzkumníků. Za použití diskurzivní etiky bychom však mohli být schopni obnovit normy profesionální vědy, které by podporovaly principy jako je profesionální komunikace a nezávislost.